# Niek Roozen
 (octobre 2018).
Si vous disposez d'ouvrages ou d'articles de référence ou si vous connaissez des sites web de qualité traitant du thème abordé ici, merci de compléter l'article en donnant les références utiles à sa vérifiabilité et en les liant à la section « Notes et références ».
Niek Roozen, né le 27 août 1997 à Haarlem, est un acteur néerlandais.

## Filmographie

### Téléfilms
- 2014 : De Bende van Urk : Max
- Depuis 2014 : Brugklas (nl) : Max
- 2015 : Het geheim van Eyck (nl) : Tim
- Depuis 2016 : Britt & Niek on topic : Le présentateur
- 2016 : De vloek van manege Pegasus (nl) : Niek
- 2017 : Centraal Medisch Centrum (nl) : Joost van Dam
- 2018 : The Passion 2018 (nl) : Discipel

### Cinéma
- 2015 : Raaf : Eddie
- 2016 : Renesse : Bas
- 2017 : Misfit : Nick
- 2018 : Vals : Daan